# مينا فان وينكل
مينا كارولين جينجر فان وينكل (بالإنجليزية: Mina Van Winkle)‏ (26 مارس 1875- 16 يناير 1933)، كانت عاملة اجتماعية وداعية لحق المرأة في الانتخاب وملازمة شرطة أساسية. من عام 1919 حتى وفاتها في عام 1933، قادت وينكل مكتب النساء في إدارة شرطة العاصمة بمقاطعة كولومبيا (في واشنطن العاصمة)، وأصبحت رائدة وطنية في حماية الفتيات والنساء الأخريات أثناء تطبيق القانون والعملية القضائية. جلبت لها تصريحاتها التحريضية حول الجندر والأخلاق في عصر الجاز المزيد من الاهتمام الوطني.

## آراؤها
تقول وينكل إن جميع البغايا يعانين من الأمراض الاجتماعية، وهذا ما اعتبرته «عقوبة البغاء»، ولذلك اقترحت وينكل على اللجنة الفرعية التابعة لمجلس النواب عدم سجن البغايا. لكنها أدلت بشهادتها أمام لجنة مجلس الشيوخ في مقاطعة كولومبيا لصالح مشروع قانون كان من شأنه أن يوسع تعريف الدعارة ليشمل الجماع الجنسي العشوائي دون مقابل مادي ويُجرِّم أي فعل غير لائق أو فاحش، موضحةً أن مشروع القانون ضروريًا «كي نقبض على الفتاة ونملك السلطة لمعالجتها إذا كانت بحاجة إلى علاج».
عندما سُئلت في عام 1925 عن شرح معنى عبارة «الموسيقى غير اللائقة» التي استُخدِمَت في أمر صادر عن قسم الشرطة بمنعها، ووصفتها بأنها «نوع من الموسيقى الشرقية تجعل الرجال ينسون المنزل والرضع». بعد أن وصفت الساكسفون بأنه غير أخلاقي بشكل إيجابي، أعادت التفكير في الأمر مدركةً أن «موسيقى الساكسفون جميلة عند عزفها بالطريقة الصحيحة، ولكنها تكون مهينة للغاية عندما يعزفها بعض الموسيقيين».
في خطاب عام 1928، ألقت وينكل اللوم على عدم كفاءة الأجيال الأكبر سنًا في التربية، معتقدةً أن ذلك سبب جنوح الأجيال الشابة. إذ قالت: «بقيت أمهاتنا بسبب الوالدين في حالة من الجهل. كُنَّ غير مستعدات تمامًا لمساعدتنا أو لإعطائنا والمداعبة وجميع إخفاقات الفتاة الحديثة بأنها مشاكل غير محلولة للأمهات اللاتي ربين على فلسفة «نساء صغيرات».
في عام 1928، أخبرت فان وينكل أحد المراسلين أن: «واشنطن هي مكة لجميع النساء المضطربات عقليًا في البلاد، اللواتي يأتين إلى المدينة بقصصهن المشوهة عن الرجال في حياة أمتنا، ليتهموا هؤلاء الرجال بأنهم عشاقهم أو أزواجهم أو محاور حالات درامية غريبة». وأوضحت أن معظم المسؤولين الحكوميين وغيرهم من المعروفين في واشنطن متهمين بارتكاب جنح خطيرة لكنهم لا يعرفون بتورطهم، لأن الشرطيات يعترضن مثل هؤلاء النساء، ويرسلن بعضهن إلى المصحات العقلية والبعض الآخر إلى منازلهم لأزواجهم أو آبائهم أو إخوتهم.
عندما سألها النائب تينكهام في عام 1920 عن سبب عدم زواج جميع أعضاء مكتب المرأة، أجاب فان وينكل بما يلي: «أنا لا أوافق شخصيًا على عمل امرأة متزوجة بعيدًا عن عائلاتها، ونحن نعتقد أن ذلك سيؤثر على العمل لأنه سيشتت انتباه العاملة، وعملنا يتطلب اهتمام كامل». قالت وينكل في عام 1928: «الزوجة متوسطة الأجر ليست ذكية بما فيه الكفاية لإدارة المنزل والعمل، ومعظم النساء الذين يثرثرون حول العمل سيكن أفضل حالًا كربات منازل».
أخبرت فان وينكل أحد الصحفيين في عام 1928: «أولًا وقبل كل شيء، يجب أن تكون الشرطية سيدة. يجب أن تكون مولودة ومصممة من أجل وظيفتها. يجب أن تملك تهذيبًا فطريًا اعتمادًا على خلفيتها، كما يجب أن تملك براعة فطرية وإدراك دقيق للقيم؛ وهو ما يمكن الحصول عليه عبر التدريب الصحيح الباكر».